# Stade Universitaire Saint-Léonard
Het Stade Universitaire Saint-Léonard is een multifunctioneel stadion in Fribourg, een stad in Zwitserland.
In het stadion is plaats voor 9.000 toeschouwers. Eigenaar van het stadion is de Universiteit van Fribourg.
Het stadion wordt vooral gebruikt voor voetbalwedstrijden, de voetbalclub FC Fribourg maakt gebruik van dit stadion. Het werd ook gebruikt voor het Europees kampioenschap voetbal onder 19 van 2004. Er werden drie groepswedstrijden en een halve finale gespeeld.